# Вей, Франсис
Франсис Вей (фр. Francis Wey; 1812, Безансон — 1882) — французский писатель и художественный критик.
С 1830 года жил в Париже, в 1832 года начал выступать со статьями на темы искусства. Благодаря покровительству Шарля Нодье вошёл в литературно-артистические круги Парижа и за последующие полвека опубликовал множество книг, среди которых были романы (в частности, «Слишком счастливы», фр. Trop Heureux; 1863), записки о путешествиях (особенно известен «Рим», 1872, вышедший с иллюстрациями Анри Реньо) и т. д. Наиболее известен, однако, своим пристальным вниманием к первым шагам фотографии — в частности, статьёй «О влиянии гелиографии на изящные искусства» (фр. De l'influence de l'héliographie sur les beaux-arts; 1851), в которой не только обсуждал необходимость фотографирования архитектурных и исторических памятников, но и развивал мысль о том, что фотография, испытав на себе влияние изобразительного искусства, в свою очередь должна повлиять на их дальнейшее развитие. В общей сложности в 1851—1853 годах. Вей напечатал 23 статьи о фотографии, ставшие значительной вехой в становлении фотографической критики.
Кроме того, Вей был дружен с Гюставом Курбе, написавшим в 1851 году его портрет; письма Курбе к Вею представляют собой ценный источник сведений о взглядах художника на собственное творчество.